# Volhíniai-hátság
A Volhíniai-hátság vagy Volinyi-hátság (ukránul: Волинська височина, Volinszka viszocsina) Ukrajna északnyugati részén található, nyugat–keleti irányban 200 km-es, észak–déli irányban 40-50 km-es hátság, a Kelet-európai-hátság része, amely közigazgatásilag a Volinyi területet és a Rivnei területet fedi le. A Nyugati-Bug és a Korcsika folyók között fekszik. A Mizocki-hátságban emelkedik a legmagasabb pontja, 342 méterrel, egyébként átlagmagassága 220–250 m. Északon a Polisszjai-alföld, délen a Kis-Polisszja-síkság határolja. Jellemző rá a karszt, valamint a területi és lineáris erózió. Hozzá tartozik a Gorohovi-hátság, a Pelcsáni-hátság, a Mizocki-hátság, a Rivnei-plató és a Hoscsani-plató.
A Volhíniai-hátságot és a Podóliai-hátságot együttesen Volhínia-podóliai-hátságnak szokás nevezni.